# Albert Dieckmann

Albert Dieckmann um 1889 in Forbach/Saar

Albert Dieckmann (* 13. Januar 1854 in Bechtheim, Herzogtum Nassau; † 24. Januar 1914 in Straßburg, Reichsland Elsaß-Lothringen) war ein deutscher Verwaltungsbeamter.

## Herkunft und Ausbildung
Albert Dieckmann wuchs auf dem Pfarrhof von Willmenrod im Westerwald (Nassau) auf. In seiner Schulausbildung erhielt er wesentliche Impulse durch das Institut Lucius, wo er sich auf das 1873 in Darmstadt abgelegte Abitur vorbereitet hatte. 1874 studierte er zunächst Philologie und ein Semester später Rechtswissenschaft an der Hessischen Ludwigs-Universität. 1874 wurde er im Corps Hassia Gießen recipiert. Nach Abschluss des Studiums trat er in den Verwaltungsdienst des Reichslands Elsaß-Lothringen ein.
Dieckmann heiratete 1881 die Forstbeamtentochter Anna Kissel aus Westerburg. Sie hatten zwei Töchter: Irmgard (* 1883) und Luitgard (* 1897).

## Beruflicher Werdegang
Nach Verwaltungsposten in Mülhausen (1881) und Colmar (1882) war Dieckmann 1882–1889 Regierungsassessor in Metz (seit 1888 Regierungsrat). Von 1889 bis 1896 war er Kreisdirektor des Kreises Forbach. Dort gelang es Dieckmann, die Arbeiteraufstände gütlich beizulegen, die vom Ruhrgebiet auf das – auch Forbach umfassende – Saarländische Kohlerevier übergesprungen waren. Dies brachte ihm seine erste Auszeichnung ein, „wozu der Kaiser selbst mir dazu am 23. August 1889 in Metz gratuliert hat“.
Von 1897 bis 1908 war Dieckmann Kreisdirektor des Kreises Schlettstadt. Hier entwickelte er die Idee, die im Besitz der Stadt Schlettstadt befindliche Ruine der Hohkönigsburg dem Kaiser seitens des Gemeinderats der Stadt Schlettstadt zu schenken. Über erhebliche Widerstände bei seinen Vorgesetzten, dem Bezirkspräsidenten Friedrich von Zeppelin-Aschhausen und dem Statthalter Hermann zu Hohenlohe-Langenburg, hinweg wurde die Schenkung am 5. Mai 1889 auf der Burg vollzogen. Dass die Ruine anschließend zur heute sichtbaren Gestalt aufgebaut wurde (Architekt war Bodo Erhardt), geht auf diese Initiative zurück.
Von 1908 bis 1909 war Dieckmann als Oberregierungsrat beim Bezirkspräsidium in Metz und Vertreter des Bezirkspräsidenten Friedrich von Zeppelin-Aschhausen bestallt.
Vom 1. März 1909 bis 1912 war er Kreisdirektor des Kreises Mülhausen. In Mühlhausen hatte er zudem den Charakter eines Polizeipräsidenten. Im Konflikt zwischen Militär und Zivilgesellschaft anlässlich des Flugtages auf dem Habsheimer Flugfeld bei Mülhausen stellte sich Dieckmann nach vergeblichen Vermittlungsversuchen auf die Seite des zivilen Bürgermeisters, was ihn schließlich das Amt kostete. Dieckmann konnte dabei auf die Unterstützung des Statthalters Karl von Wedel zählen; dieser hatte wegen des Vorgehens gegen Dieckmann gegenüber dem Kaiser sogar mit seinem Rücktritt gedroht. Dennoch wurde Dieckmann „kaltgestellt“ und nach Straßburg auf einen „Ehrenposten“ versetzt. Dort versah er ab 1912 bis zu seinem Tode das Amt des Leiters der Landesversicherungsanstalt.
Dieckmann engagierte sich im AHSC Saarbrücken.

## Ehrungen
- Roter Adlerorden IV. Klasse (21. August 1889)[10]
- Orden vom Zähringer Löwen, Ritterkreuz I. Klasse (23. September 1895)
- Königlicher Kronen-Orden (Preußen) III. Klasse (13. Mai 1899)
- Rote Kreuz-Medaille (Preußen) III. Klasse (25. Januar 1902)
- Charakter als Geheimer Rat (15. Dezember 1903)
- Albrechts-Orden, Ritterkreuz (12. August 1905)
- Roter Adlerorden III. Klasse mit Schleife (25. Januar 1906)
- Südwestafrika-Denkmünze (3. Februar 1908)
- Medaille zur Erinnerung an die Einweihung der Hohkönigsburg (12. Oktober 1908)